# 首都圏整備計画
日本における首都圏整備計画とは、「首都圏の建設とその秩序ある発展を図るため必要な首都圏の整備に関する計画」（首都圏整備法第2条）であり、首都圏整備法に基づき国土交通大臣が決定する。
首都圏整備計画は、従来(1)基本計画、(2)整備計画、(3)事業計画の3つの計画により構成されており、1958年の第1次首都圏基本計画策定以来、計画期間10～15年の基本計画が5次にわたり策定され、これを踏まえ計画期間5年の整備計画及び毎年度の事業計画が策定されていた。
2005年の国土計画法体系の改正（平成17年法律第89号、国土総合開発法から国土形成計画法へ）の一環として首都圏整備法も改正され、基本計画と整備計画は「首都圏整備計画」として一本化され、事業計画は廃止された。これを受けて2006年には旧整備計画の計画期間終了に伴って新しい首都圏整備計画が策定された。
2005年の国土計画法体系の改正により生まれた国土形成計画法は新たに広域地方計画制度を創設し、首都圏の区域についても2008年に広域地方計画が策定された。これにより、中央政府が首都圏を対象に策定する空間計画として、首都圏整備計画と首都圏広域地方計画の２つが並ぶこととなった。

## 首都圏整備法の制定
1950年代からの経済の復興に伴い、東京を中心とする首都圏への人口、産業の集中は著しいものとなった。一方、首都東京の復興建設は1950年制定の首都建設法に基づく首都建設計画に沿って進められていたものの、事業は計画どおりに進まず、都市整備は大幅に遅延した状況であった。このため、市街地の無秩序な拡大、居住環境の悪化、交通混雑、公共施設の不足、住宅不足などの過密・過大都市の弊害が深刻化しつつあった。
この問題に対処するため、1956年4月に首都圏整備法が制定され、同法に基づき、東京都を中心に、その周辺7県の地域を一体とした広域的かつ総合的な首都圏整備が進められることとなった。その基本方針は、東京都区部等の市街地を既成市街地として過密化を抑制すると同時に、内部的整備を行い、人口、産業を周辺の衛星都市に分散誘導し、既成市街地との間に近郊地帯（グリーンベルト）を設定し、市街地の拡大を抑制するというものであった。この計画には、イギリスの大ロンドン計画の強い影響が見られる。
また、こうした行政を推進、調整する機関として、国務大臣を委員長とする首都圏整備委員会が総理府の外局として新たに設けられた。

## 第1次首都圏基本計画
同委員会は、1958年7月、1975年を目標年次とする第1次首都圏基本計画を策定した。この計画では、目標年次1975年の首都圏人口を2660万人と想定した。
地域の整備方針としては、

(1)既成市街地の周辺に幅10km程度のグリーンベルトを設定し、既成市街地の膨張を抑制すること

(2)周辺の地域に多数の市街地開発区域（衛星都市）を指定、工業都市として開発し、人口及び産業の増大をここで吸収して定着を図ること

とした。

また、諸機能の配置について、

(3)東京都区部において工場、大学等の新増設を制限し、分散困難な産業及び人口に限り増加を考慮するもの

とした。
これらのうち、(2)は首都圏市街地開発区域整備法（1958年4月制定）、(3)は「首都圏の既成市街地における工業等の制限に関する法律（工業等制限法）」（1959年3月制定）として具体化した。しかし、(1)近郊地帯については、地元農民による激しい反対運動や農地売却等の郊外スプロール化の進行、また、住宅不足解消という別の政策目的のためには住宅団地建設が必要であったことなどから、現実には地域指定ができなかった。

## 首都圏整備法の改正と第2次首都圏基本計画
首都圏整備法は1965年6月に改正された。この改正では

(1)近郊地帯を廃止し、新たに既成市街地を囲む相当広域（半径約50km）の地域に近郊整備地帯を設定し、この地域を、既成市街地周辺の無秩序な市街化を抑制し、計画的に市街地を整備し、併せて緑地の保全を図る区域とした。

(2)従来の市街地開発区域を都市開発区域と改称し、工業都市、住宅都市としての機能に加え、研究学園、流通その他の性格を有する都市としても育成できるようにした。

同時に、首都圏市街地開発区域整備法は「首都圏の近郊整備地帯及び都市開発区域の整備に関する法律」に改められた。さらに、1966年6月には首都圏近郊緑地保全法が制定された。
この法改正と政策区域の変更を受け、1968年10月、第2次首都圏基本計画が決定された。この計画では、首都圏人口が1975年に3310万人（1965年2696万人）に増加すると見込み、我が国経済の高度成長に伴い引き続き進行する諸機能と人口の集中に対処するため、首都圏を広域的複合体として構築することを目的とした。
地域整備の方向としては、まず、既成市街地については、中枢機能を分担する地域として都市機能を純化する方向で都市空間を再編成することとした。近郊地帯（グリーンベルト）に代わって設定された近郊整備地帯には、強い市街化の趨勢に対し、計画的な市街地の展開と緑地空間との調和ある共存を図ることとした。周辺の都市開発区域では引き続き衛星都市の開発を推進することとした。
首都圏の地域構造の変革を図るため、高速道路網、高速鉄道網、大規模住宅市街地、大規模水資源開発などの大規模事業を特記した。

## 第3次首都圏基本計画
1974年には国土庁が発足し、計画策定主体は首都圏整備委員会から国土庁（内閣総理大臣決定）に移された。
1976年に策定された第3次首都圏整備計画は、第2次計画で定められた基本的方向に沿いつつ、国民の価値観や社会情勢の変化にかんがみ、首都圏全体を抑制基調とするとともに、長期的観点から首都圏の地域構造の改善に取り組んだ。目標年次（1985年）の首都圏の人口は約3800万人（1975年3362万人）と想定した。諸機能の配置としては、第2次計画と異なり中枢機能についても選択的分散を図ることや、大学等については首都圏への集中を極力抑制し既成市街地以外の地域へ分散すること、工業は東京大都市圏外への分散を積極的に推進することとした。

## 第4次首都圏基本計画
1986年6月に策定された第4次首都圏基本計画は、前年国土庁大都市圏整備局が非法定計画としてとりまとめた首都改造計画を下敷きに、北関東を加えた首都圏全体を対象として、自然増を中心とする緩やかな人口増加の定着や国際化、高齢化、情報化、技術革新の進展等の社会変化の大きな流れを踏まえ、西暦2000年までの概ね15年間を首都圏整備の基本的方向をとりまとめたものであった。
目標年次の首都圏の人口は4090万人（1985年3760万人）と想定された。地域整備の基本的方向として、東京大都市圏では東京都区部とりわけ都心部への一極依存構造を是正し、業務核都市等を中心に自立都市圏を形成し、多核多圏域型の地域構造に再構築すること、周辺地域は中核都市圏等を中心に諸機能の集積を促進することとした。
この考えに従い、同計画では、横浜・川崎、千葉、浦和・大宮、八王子・立川などを業務核都市として位置づけており、これに基づき、横浜のみなとみらい地区、千葉の幕張新都心地区、さいたま新都心地区などの整備や行政機関等の移転が推進された。

## 第5次首都圏基本計画
1999年3月に策定された第5次首都圏基本計画は、前年策定の第5次の全国総合開発計画「21世紀の国土のグランドデザイン」を踏まえつつ策定された。目標年次を2015年とし、首都圏人口は1995年の4040万人から2011年に4190万人に達した後減少に転じ、2015年には4180万人になると見込んでいる。
地域構造の方向としては、業務核都市、中核都市圏等を拠点的な都市と位置づけ、これらの拠点的な都市を中心に自立性の高い地域を形成し、相互に機能分担と連携・交流を行う「分散型ネットワーク構造」を構築することとした。
また、業務核都市については、新たに町田・相模原、柏等を追加し、これまで都心からの業務機能の受け皿としての役割に加え、女性、高齢者の就業の場を含む多様な機能の集積を図り、自律性の高い地域の中心としての整備を図ることとしている。